# Celebrity Cruises
La Celebrity Cruises è una compagnia croceristica fondata nel 1988 a Miami come filiale statunitense della compagnia greca Chandris Line, con lo scopo di organizzare crociere verso le Bermuda.
Nel 1997 la proprietà è stata ceduta alla Royal Caribbean Cruises (oggi Royal Caribbean Group).

## Flotta
La sua flotta, comprendente un totale di 14 navi in servizio, è composta da:
| Nave                    | Immagine | Classe     | Bandiera | Stazza (T.S.L.) | Lunghezza (m) | Ponti | Passeggeri massimi | Velocità di crociera (Nodi) | Anno | Cantiere                                  | Note                        |
| ----------------------- | -------- | ---------- | -------- | --------------- | ------------- | ----- | ------------------ | --------------------------- | ---- | ----------------------------------------- | --------------------------- |
| Celebrity Millennium    |          | Millennium |          | 91 000          | 294           | 10    | 2,137              | 22                          | 1995 | Chantiers de l'Atlantique (Saint-Nazaire) | Ristrutturata nel 2019      |
| Celebrity Infinity      |          | Millennium |          | 91 000          | 294           | 13    | 2,170              | 22                          | 2001 | Chantiers de l'Atlantique (Saint-Nazaire) | Ristrutturata nel 2007      |
| Celebrity Summit        |          | Millennium |          | 91 000          | 294           | 10    | 2,158              | 22                          | 2001 | Chantiers de l'Atlantique (Saint-Nazaire) | Ristrutturata nel 2019      |
| Celebrity Constellation |          | Millennium |          | 91 000          | 294           | 9     | 2,170              | 22                          | 2002 | Chantiers de l'Atlantique (Saint-Nazaire) |                             |
| Celebrity Solstice      |          | Solstice   |          | 121 878         | 314.86        | 19    | 2,850              | 24                          | 2008 | Meyer Werft (Papenburg)                   | Prima nave della sua classe |
| Celebrity Equinox       |          | Solstice   |          | 121 878         | 315           | 19    | 2,850              | 24                          | 2009 | Meyer Werft (Papenburg)                   | Ristrutturata nel 2019      |
| Celebrity Eclipse       |          | Solstice   |          | 121 878         | 315           | 19    | 2,850              | 24                          | 2010 | Meyer Werft (Papenburg)                   |                             |
| Celebrity Silhouette    |          | Solstice   |          | 122 210         | 315           | 19    | 2,886              | 24                          | 2011 | Meyer Werft (Papenburg)                   |                             |
| Celebrity Reflection    |          | Solstice   |          | 125 366         | 319           | 19    | 3,046              | 24                          | 2012 | Meyer Werft (Papenburg)                   |                             |
| Celebrity Edge          |          | Edge       |          | 130 818         | 306           | 15    | 2.918              | 22                          | 2018 | Chantiers de l'Atlantique (Saint-Nazaire) | Prima nave della sua classe |
| Celebrity Apex          |          | Edge       |          | 130 818         | 306           | 15    | 2.918              | 22                          | 2020 | Chantiers de l'Atlantique (Saint-Nazaire) |                             |
| Celebrity Beyond        |          | Edge       |          | 140 600         | 306           | 15    | 2.918              | 22                          | 2022 | Chantiers de l'Atlantique (Saint-Nazaire) |                             |
| Celebrity Ascent        |          | Edge       |          | 140 600         | 306           | 15    | 2.918              | 22                          | 2022 |                                           |                             |

### Flotta Expedition
| Nave            | Immagine | Classe | Bandiera | Stazza (T.S.L.) | Lunghezza (m) | Ponti | Passeggeri massimi | Velocità di crociera (Nodi) | Anno | Cantiere                       | Note                        |
| --------------- | -------- | ------ | -------- | --------------- | ------------- | ----- | ------------------ | --------------------------- | ---- | ------------------------------ | --------------------------- |
| Celebrity Flora |          | Flora  |          | 5 739           | 101           | 6     | 100                | 14                          | 2019 | Shipyard De Hoop (Paesi Bassi) | Prima nave della sua classe |

### In costruzione
| Nave           | Anno | Classe | Stato          | Stazza  | Costruttore                              | Note                                      |
| -------------- | ---- | ------ | -------------- | ------- | ---------------------------------------- | ----------------------------------------- |
| Celebrity Xcel | 2025 | Edge   | In costruzione | 140 600 | Chantiers de l'Atlantique, Saint-Nazaire | Quinta nave appartenente alla classe Edge |
|                | 2028 | Edge   | in costruzione | 140 600 |                                          | sesta nave appartenente alla classe Edge  |